# Kalašnikov koncern
Kalašnikov koncern (rusko ОАО Концерн Калашников), v preteklosti Ižmaš (rusko Ижевский Mашиностроительный Завод) je ruski proizvajalec avtomobilov, motornih koles in orožja. Podjetje je bilo ustanovljeno leta 1807, po ukazu carja Aleksandra I. Sedež podjetja je v Iževsku. Poleg serije strelnih orožij Kalašnikov proizvajajo tudi srednje topove, vodene rakete, granate in drugo. Ižmaš je leta 2012 objavil bankrot, pozneje so rešili podjetje z združitvijo s podjetjem Ižmeh v »Kalašnikov Koncern«.

## Galerija
Motorna kolesa
- IŽ-56 (1956-1962)
- Planeta-5 (1987-2008)

Avtomobili
- 412 (1967-1982)
- 412 notranjost (1967-1982)
- 412 zadnji del (1967-1982)
- 412 (1982-2001)
- 2715 (1972-2001)
- 2125 Kombi (1973-1982)
- 2125 Kombi (1982-1997)
- 2125 Kombi
- 2126 Oda (1992-2005)
- 2126 4x4 (1995-2005)
- 2717 (1997-2005)
- 21261 Fabula (2003-2005)
- 27175 (2005-2012)

## Orožja
- RPK
- Jurišne puške: AK-47, AKM, AK-74, AN-94, AK-101, AK-103, AK-107, AK-12
- Polavtomatske šibrenice Saiga-12, Saiga-20, Saiga-410
- Karabinka Saiga, polavtomatska karabinka SKS
- Ostrostrelski puški SV-98 in SVD/SVDS
- Brzostrelki Bizon in Vitjaz-SN 9×19mm Parabellum
- Puške in karabinske Mosin-Nagant
- Tokarev SVT-40 polavtomatska puška
- Makarov PM
- Airsoft AK74M (IŽ-124)

#### Topovi
- GŠ-30-1 avtomatski top
- Krasnopol